# Borgo San Lorenzo
Borgo San Lorenzo település Olaszországban, Toszkána régióban, Firenze megyében. Lakosainak száma 18 102 fő (2023. január 1.). Borgo San Lorenzo Fiesole, Firenzuola, Marradi, Palazzuolo sul Senio, Pontassieve, San Piero a Sieve, Vaglia, Vicchio, Scarperia és Scarperia e San Piero községekkel határos.

## Népesség
A település népességének változása:
| Lakosok száma | 18 091 | 18 419 | 18 102 |
|               | 2013   | 2018   | 2023   |